# Karviná
Karviná (Duits: Karwin, Pools: Karwina) is een Silezische statutaire stad in de Tsjechische regio Moravië-Silezië. Karviná, liggend aan de rivier Olza, is een belangrijke industriestad en hoofdstad van het gelijknamige district Karviná. Karviná telt 50.172 inwoners (2023).

## Geschiedenis
Tot de 19e eeuw was Karviná een onbelangrijk dorpje, vlak bij de belangrijke stad Fryštát (gesticht in 1268). De ontdekking van kolen leidde tot een snelle ontwikkeling van Karviná en de omliggende dorpen. In 1923 kreeg Karviná stadsrechten. In 1948 werd de stad samengevoegd met Fryštát en een aantal kleinere plaatsen. Samen vormden zij de nieuwe stad Karviná. Het gemeentewapen van Karviná is het wapen wat daarvoor al het wapen van Fryštát was. Fryštát is nu het historische centrum van de industriestad.
In 2003 kreeg de stad Karviná de status statutaire stad.

## Zustersteden
- Jastrzębie Zdrój, Polen
- Jaworzno, Polen
- Rybnik, Polen
- Wodzisław Śląski, Polen

## Geboren
- Louis Kentner (1905-1987), Hongaars-Brits pianist
- Dana Zátopková (1922-2020), Tsjecho-Slowaaks atlete
- Radek Štěpánek (1978), tennisser
- Petra Němcová (1979), fotomodel
- Jaroslav Bába (1984), hoogspringer
- Denisa Rosolová (1986), atlete

## Sport
De plaatselijke voetbalclub MFK Karviná speelt sinds 2016 op het hoogste niveau.